# 阿竹斎次郎
阿竹 斎次郎（阿竹 斉次郎、あたけ さいじろう、1892年（明治25年）2月13日 - 1985年（昭和60年）12月30日）は、日本の政治家。宇治山田市（現・伊勢市）長（1期）。参議院議員（1期）。

## 経歴
三重県度会郡宇治山田町中島町（宇治山田市中島町を経て現伊勢市）で生まれる。第五小学校を卒業した。家業の阿竹味噌醤油醸造業を継承。尾崎行雄に私淑し、咢堂会会長を務めた。
1926年（大正15年）10月、宇治山田市会議員に当選し6期在任。1931年（昭和6年）10月、三重県会議員に選出され2期在任した。この間、市是調査委員、市税調査委員、臨時財政調査員、都市計画三重地方委員、選挙粛清実行委員、高等女学校建築委員、学務委員などを務めた。
1946年宇治山田市長の斎藤真澂の退任による市長選挙が6月に行われ、5000票余りで当選した。市長時代は市民生活の再建に没頭した。翌1947年の第1回参議院議員通常選挙において三重県地方区から諸派（咢堂会）で立候補して当選（補欠、任期3年）した。当選後は無所属懇談会に入り、その後は無所属を経て、緑風会に入った。1950年の第2回参議院議員通常選挙で落選。
1978年11月の秋の叙勲で勲四等に叙され、旭日小綬章を受章する。
1985年12月30日、死去した。93歳没。1986年1月14日、特旨を以て位記を追賜され、死没日付をもって従五位に叙された。